# أوغور أوجار
أوغور أوجار (بالتركية: Uğur Uçar)‏ هو لاعب كرة قدم تركي يلعب في نادي جلطة سراي التركي في مركز الدفاع. وولد في 9 أبريل 1987 م
بدأ مشواره في نادي جلطة سراي التركي، ثم أعير إلى نادي قيصر سبور التركي في عام 2006 م، ثم عاد إلى نادي جلطة سراي التركي في عام 2007 م .

## روابط خارجية
- أوغور أوجار على موقع الاتحاد الدولي (مؤرشف)  (الإنجليزية)
- أوغور أوجار على موقع الاتحاد الأوربي (الإنجليزية)
- أوغور أوجار على موقع اتحاد تركيا (لاعب) (الإنجليزية)
- أوغور أوجار على موقع قاعدة بيانات كرة القدم.إي يو (الإنجليزية)
- أوغور أوجار على موقع Soccerway.com (الإنجليزية)
- أوغور أوجار على موقع عالم كرة القدم.نت (الإنجليزية)